# Chris Sandow

a Compétitions nationales et continentales officielles uniquement.

Chris Sandow, né le 9 janvier 1989 à Kingaroy, est un joueur australien de rugby à XIII évoluant au poste de demi de mêlée dans les années 2000 et 2010. Il est un descendant des aborigènes.

## Biographie
Grand espoir du rugby à XIII australien, il est sélectionné dans l'équipe d'Australie junior avec laquelle il effectue une tournée européenne. Bien qu'il signe son premier contrat professionnel avec les Gold Coast Titans, ledit contrat est annulé en raison de l'indiscipline de Sandow. Finalement, les South Sydney Rabbitohs le récupèrent pour la saison 2008 en National Rugby League. À mi-saison 2008, il se fait une place de titulaire au poste de demi de mêlée profitant de la blessure de Craig Wing. Il s'agit de la révélation 2008 en NRL puisqu'il remporte le titre de meilleur débutant en NRL en 2008. Il n'a depuis plus quitté son poste de titulaire au sein des Rabbitohs, revêtant même le rôle de scoreur de l'équipe à la place d'Issac Luke. 

## Palmarès
- Individuel :
  - Meilleur scoreur des South Sydney Rabbitohs : 2009.